# Вюренлінген
Вюренлінген (нім. Würenlingen) — громада  в Швейцарії в кантоні Ааргау, округ Баден.

## Географія
Громада розташована на відстані близько 90 км на північний схід від Берна, 23 км на північний схід від Аарау.
Вюренлінген має площу 9,4 км², з яких на 20,8% дозволяється будівництво (житлове та будівництво доріг), 28,6% використовуються в сільськогосподарських цілях, 48,1% зайнято лісами, 2,4% не є продуктивними (річки, льодовики або гори).

## Демографія
2019 року в громаді мешкало 4768 осіб (+12,7% порівняно з 2010 роком), іноземців було 25%. Густота населення становила 509 осіб/км².
За віковим діапазоном населення розподілялося таким чином: 22,2% — особи молодші 20 років, 60,9% — особи у віці 20—64 років, 17% — особи у віці 65 років та старші. Було 1964 помешкань (у середньому 2,4 особи в помешканні).
Із загальної кількості 3675 працюючих 54 було зайнятих в первинному секторі, 1347 — в обробній промисловості, 2274 — в галузі послуг.